# Bulbophyllum alexandrae
Bulbophyllum alexandrae là một loài phong lan thuộc chi Bulbophyllum.